# O capitano! Mio capitano!
O capitano! Mio capitano! (O Captain! My Captain!) è una poesia scritta dal poeta statunitense Walt Whitman dopo la morte del presidente statunitense Abraham Lincoln, avvenuta il 15 aprile 1865. Ben ricevuta al momento della pubblicazione, fu la prima poesia di Whitman ad essere presente in un'antologia e la più famosa della sua vita. Insieme a When Lilacs Last in the Dooryard Bloom'd, Hush'd Be the Camps To-day e This Dust was Once the Man è una delle quattro poesie scritte da Whitman sulla morte di Lincoln.
Durante la guerra civile americana, Whitman si trasferì a Washington, dove lavorò per il governo e come volontario negli ospedali. Nonostante non avesse mai conosciuto Lincoln, sentì un legame verso di lui e fu commosso dal suo assassinio. O capitano! Mio capitano! fu pubblicata per la prima volta nel giornale The Saturday Press il 4 novembre del 1865 e successivamente nella collezione di poesie Sequel to Drum-Taps. Fu poi compresa nel volume Foglie d'erba a partire dalla quarta edizione del 1867.
A causa del suo flusso simile a quella di una canzone, della sua rima e della metafora "barca stato", la poesia non è caratteristica dello stile di Whitman. Questi elementi hanno contribuito ad un'iniziale accoglienza positiva e alla sua popolarità, considerandola come una delle più grandi poesie americane. Le critiche sono cambiate quando nel XX secolo degli studiosi l’hanno definita convenzionale e non originale. La poesia è stata menzionata diverse volte nella cultura popolare. Essa è una dei riferimenti principali su cui si basa il film diretto da Peter Weir L'attimo fuggente, del 1989, diventandone un filo conduttore fondamentale.

## Storia

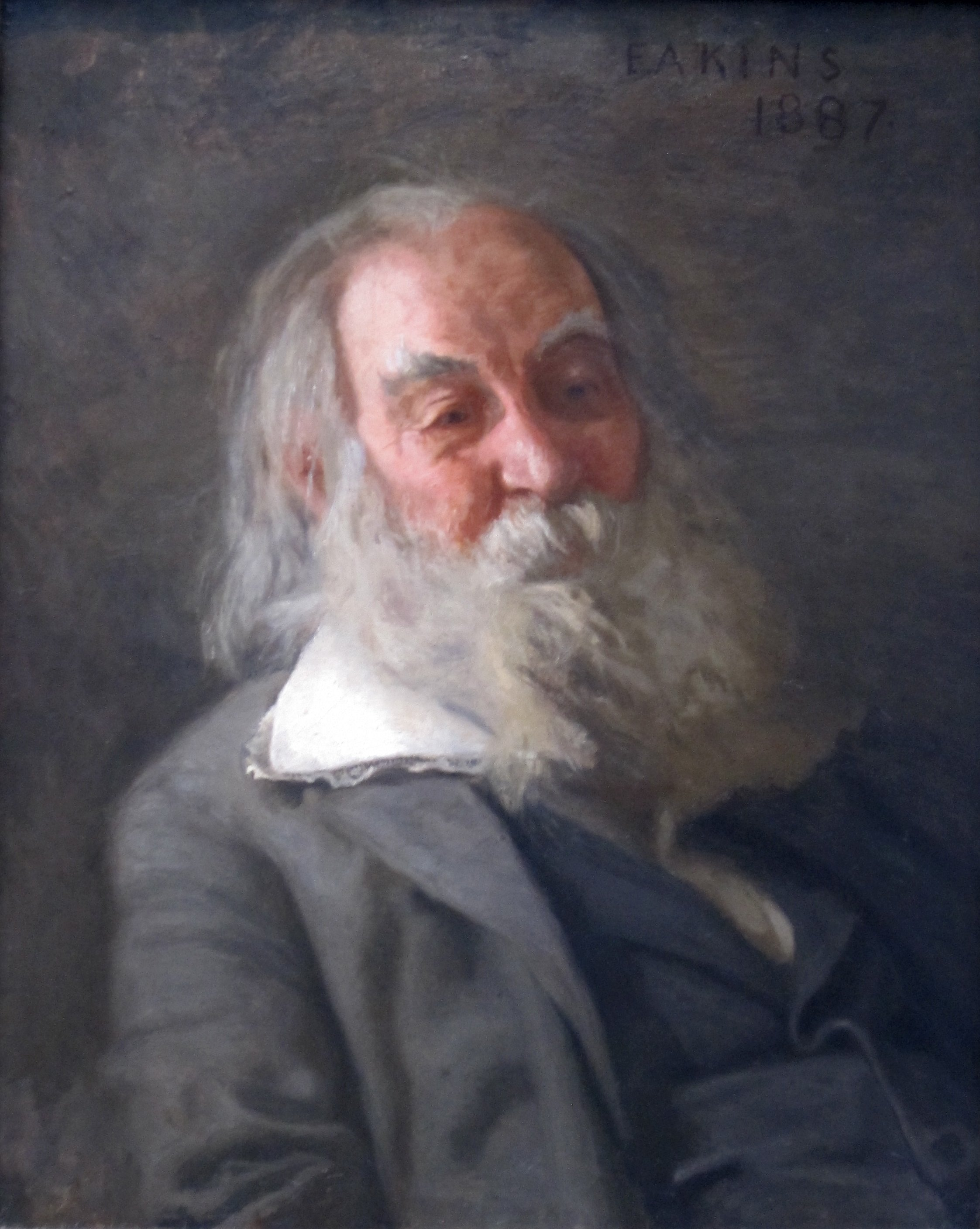
Ritratto di Walt Whitman realizzato da Thomas Eakins, 1887–88

Walt Whitman consolidò la sua carriera di poeta alla fine del 1850 e agli inizi del 1860 con la pubblicazione di Leaves of Grass ("Foglie d’erba"). Whitman voleva scrivere un poema epico diverso e quindi elaborò uno stile in versi liberi ispirato alle cadenze della Bibbia di re Giacomo. Il breve volume, inizialmente pubblicato nel 1855, fu considerato controverso da alcuni, che si opposero alle rappresentazioni di Whitman della sessualità e alle "sfumature omoerotiche" della poesia. Il lavoro di Whitman ricevette notevole attenzione e fu elogiato dal docente e saggista trascendentalista americano Ralph Waldo Emerson.
All’inizio della guerra civile americana, Whitman si spostò da New York a Washington, dove lavorò a più riprese per il governo, prima nell'ufficio del Paymaster dell'esercito e poi nell’Agenzia degli affari indiani. Lavorò inoltre come infermiere negli ospedali dell'esercito. La poetica di Whitman è influenzata dalla sua esperienza in guerra, maturando riflessioni sulla morte e la giovinezza, sulla brutalità della guerra e sul patriottismo. Il fratello di Whitman, George Washington Whitman, soldato della Union Army, fu preso prigioniero in Virginia nel settembre del 1864 e passò 5 mesi in prigione, nella Libby Prison, vicino a Richmond. Il 24 febbraio 1865 gli fu concesso un permesso per tornare a casa per motivi di salute e Whitman viaggiò fino a New York per incontrarlo. Mentre si trovava a Brooklyn, Whitman riuscì a far pubblicare la sua raccolta di poesia Drum-Taps sulla guerra civile. Nel giugno del 1865 il Segretario degli Interni James Harlan trovò una copia di Leaves of Grass e, considerandola volgare, licenziò Whitman dal suo incarico all'Agenzia degli affari indiani.

### Whitman e Lincoln

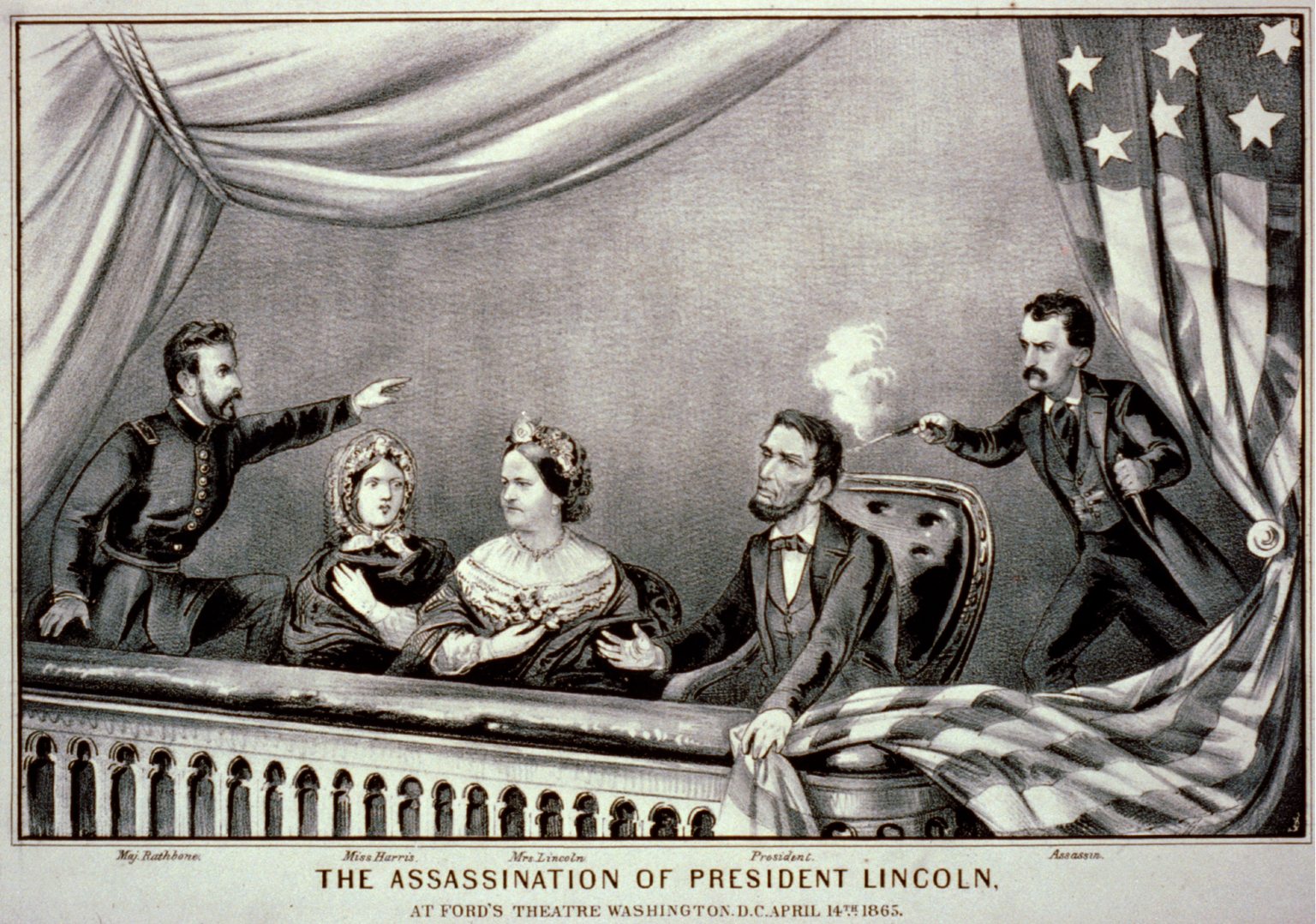
L'assassinio di Abraham Lincoln

Anche se non si conobbero mai direttamente, Whitman vide il presidente Abraham Lincoln diverse volte tra il 1861 e il 1865. La prima volta fu nel 1861, quando Lincoln, andando a Washington, si fermò a New York. Whitman notò subito in Lincoln un "aspetto sorprendente" e una "dignità senza pretese" ed ebbe fiducia nel suo "tatto soprannaturale" e nel suo "genio occidentale". Ammirava il presidente, tanto che nell'ottobre del 1863 scrisse «Amo personalmente il Presidente». Whitman riteneva che lui e Lincoln fossero "a galla nello stesso torrente" e "radicati nello stesso terreno". Condividevano le stesse idee per quanto riguarda la schiavitù e l'Unione; similitudini sono state trovate nel loro modo di scrivere. Whitman più tardi dichiarò che "Lincoln è vicino a me più di chiunque altro".
C'è un racconto di Lincoln che legge nel suo ufficio la raccolta di poesia Leaves of Grass e un altro del presidente che dice: «Beh, sembra un uomo!» dopo aver visto Whitman a Washington, ma probabilmente sono storie inventate. La morte di Lincoln il 15 aprile del 1865 commosse molto Whitman, tanto da fargli scrivere diversi poemi come omaggio al Presidente deceduto. O capitano! Mio capitano!, When Lilacs Last in the Dooryard Bloom'd, Hush'd Be the Camps To-Day e infine This Dust Was Once the Man sono tutti lavori scritti riguardo alla morte di Lincoln. Il nome del presidente però non è mai specificato e la sua morte è trasformata in una specie di martirio.

### Storia della pubblicazione
La critica letteraria Helen Vendler sostiene che Whitman abbia scritto questa poesia prima di When Lilacs Last in the Dooryard Bloom'd, considerandola come una risposta a Hush'd Be the Camps To-Day. Una prima bozza del lavoro fu scritta in versi liberi. O capitano! fu pubblicata per la prima volta nel The Saturday Press il 4 novembre del 1865. Nello stesso periodo fu inclusa nel libro di poesie di Whitman Sequel to Drum-Taps e quindi la pubblicazione nel giornale è stata considerata come un'anticipazione del libro. Anche se Sequel to Drum-Taps fu pubblicato nell'ottobre del 1865, le copie furono distribuite solo a partire da dicembre dello stesso anno. La prima edizione, secondo Whitman, aveva troppa punteggiatura e decise quindi di correggerla per la seconda pubblicazione. Fu inclusa anche nell'edizione del 1867 di Foglie d'erba. Whitman ritoccó la poesia diverse volte nella sua vita, tra le quali nel 1871, quando fu inclusa nella collezione Passage to India. La sua ultima pubblicazione fu nell'edizione del 1881 di Foglie d'erba.
Horace Traubel, amico di Whitman, scrisse nel suo libro With Walt Whitman in Camden che Whitman una volta lesse un articolo in un giornale che sosteneva che «se Walt Whitman avesse scritto più opere come O capitano! al posto di riempire un cestino di rifiuti e chiamarlo Libro, allora il mondo sarebbe migliore e Whitman avrebbe una scusa per vivere», a cui rispose l'11 settembre 1888 dicendo: "Dannazione O capitano! […], quasi mi dispiace di aver scritto la poesia", ammettendo però che "aveva delle ragioni emotive immediate per esserlo". Tra il 1870 e il 1880 Whitman fece diverse conferenze sulla morte di Lincoln. Nonostante la sua fama gli permettesse di poter leggere qualsiasi poesia, era solito iniziare o finire una conferenza recitando O capitano!. Alla fine degli anni ottanta dell'Ottocento Whitman guadagnò molto denaro vendendo copie autografate di O capitano!; tra coloro che ne comprarono una copia vi furono John Hay, Charles Aldrich e Silas Weir Mitchell.

## Testo e traduzione
O Captain! my Captain! our fearful trip is done;

The ship has weather'd every rack, the prize we sought is won;

The port is near, the bells I hear, the people all exulting,

While follow eyes the steady keel, the vessel grim and daring;

But O heart! heart! heart!

O the bleeding drops of red,

Where on the deck my Captain lies,

Fallen cold and dead.

O Captain! my Captain! rise up and hear the bells;

Rise up — for you the flag is flung — for you the bugle trills;

For you bouquets and ribbon'd wreaths — for you the shores a-crowding;

For you they call, the swaying mass, their eager faces turning;

Here Captain! dear father!

This arm beneath your head!

It is some dream that on the deck

You've fallen cold and dead.

My Captain does not answer, his lips are pale and still;

My father does not feel my arm, he has no pulse nor will;

The ship is anchor'd safe and sound, its voyage closed and done;

From fearful trip the victor ship comes in with object won;

Exult, O shores, and ring, O bells!

But I with mournful tread

Walk the deck my Captain lies,

Fallen cold and dead.
O Capitano! mio Capitano! il nostro viaggio tremendo è terminato;

la nave ha superato ogni ostacolo, l'ambìto premio è conquistato;

vicino è il porto, odo le campane, tutto il popolo esulta,

mentre gli occhi seguono l'invitto scafo, la nave arcigna e intrepida;

ma o cuore! cuore! cuore!

o gocce rosse di sangue,

là sul ponte dove giace il mio Capitano,

caduto, freddo, morto.

O Capitano! mio Capitano! risorgi, odi le campane;

risorgi — per te è issata la bandiera — per te squillano le trombe,

per te fiori e ghirlande ornate di nastri — per te le coste affollate,

te invoca la massa ondeggiante, a te volgono i volti ansiosi;

ecco Capitano! amato padre!

questo braccio sotto il tuo capo!

è solo un sogno che sul ponte

sei caduto, freddo, morto.

Non risponde il mio Capitano, le sue labbra sono pallide e immobili;

non sente il padre mio il mio braccio, non ha più energia né volontà;

la nave è all'ancora sana e salva, il suo viaggio concluso, finito;

la nave vittoriosa è tornata dal viaggio tremendo, la meta è raggiunta;

esultate, coste, e suonate, campane!

mentre io con funebre passo

percorro il ponte dove giace il mio Capitano,

caduto, freddo, morto.

### Immagini religiose

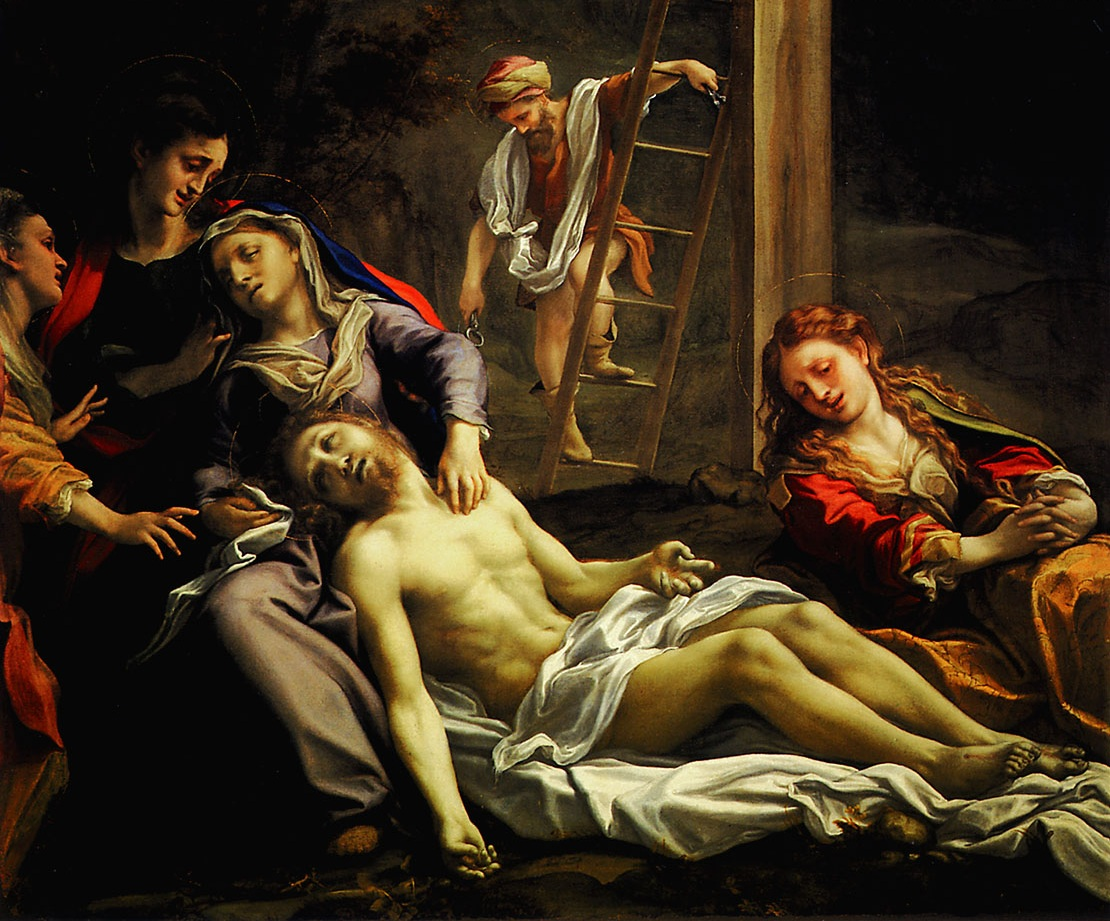
Compianto sul Cristo morto dipinto del 1525 di Correggio